# SN1CB mechanismus
SN1cB mechanismus (jednomolekulární nukleofilní substituce s konjugovanou zásadou) je mechanismus popisující substituce (konkrétně výměny ligandů) amminkomplexů. Při těchto reakcích se zpravidla polyamminhalogenidy za přítomnosti zásad přeměňují na polyamminhydroxidy:
[Co(NH3)5Cl]2+ + OH− → [Co(NH3)5OH]2+ + Cl−
Rychlostní rovnice je:
r = k[(Co(NH3)5Cl)2+][OH−]
Hydroxid zde neslouží jako nukleofil, nýbrž jako zásada, která deprotonuje amoniakové ligandy; současně s deprotonací se odštěpuje halogenid. Na koordinačně nenasycený komplex se naváže voda a následně dojde k přenosu protonu za tvorby hydroxykomplexu. Konjugovaná zásada vytvořená deprotonací aminu bývá pozorována zřídka.